# Ralpharia rosetta
Ralpharia rosetta is een hydroïdpoliep uit de familie Tubulariidae. De poliep komt uit het geslacht Ralpharia. Ralpharia rosetta werd in 1999 voor het eerst wetenschappelijk beschreven door Watson. 